# Amministrazione ucraina per la foto-cinematografia
L'Amministrazione ucraina per la foto-cinematografia (in ucraino Всеукраїнське фото кіноуправління?, o in ucraino ВУФКУ?,VUFKU) era un monopolio di stato che univa l'intera industria cinematografica ucraina (1922–1930). Il VUFKU controllava ogni passaggio dell'industria cinematografica: la produzione, la distribuzione e l'esposizione dei film.
Il VUFKU è stato fondato il 13 marzo 1922 per opera del Commissariato Nazionale per l'Istruzione della RSS Ucraina. Nel 22 Aprile 1992, una direttiva emessa dal Commissariato e dall'NKVD (Commissariato del popolo per gli affari interni) ha portato tutti i cinema e tutte le istituzioni e le compagnie dell'industria fotografica e cinematografica ubicate in Ucraina sotto la giurisdizione del VUFKU.
Il VUFKU divenne proprietario di un grande studio a Odessa e di due piccoli studi (chiamati atelier) a Kiev e a Kharkiv, ha inoltre affittato uno studio dal Commissariato per l'Istruzione della Crimea a Yalta.
Nel 1929 il VUKFU apre a Kiev il suo più grande studio cinematografico. Quattro film furono prodotti nel 1923, 16 nel 1924, 20 nel 1927, 36 nel 1928 e 31 nel 1929. In questi anni il personale tecnico-costruttivo degli studi passa da 47 nel 1923 a 1.000 nel 1929. Il numero di sale cinematografiche vide un'espansione simile, da 265 nel 1914 a 5.394 nel 1928.
Il 9 novembre 1930, il VUFKU viene cancellato per decisione del Presidium del VRNG. Il 13 dicembre 1930, sulla base del VUFKU, viene creata una casa di produzione cinematografica, la "Ukrainafilm".

## Attività

### Lungometraggi
Nel periodo dal 1921 al 1929 in Ucraina, il cinema nazionale è stato sviluppato da registi come Les Kurbas, Vladimir Gardin, Piotr Chardynin, Georgi Stabovoi, Dziga Vertov, Alessandro Dovzhenko, Ivan Kawaleridze e altri.
A partire dal 1925, il VUFKU invitò dei cineasti tedeschi a collaborare. Anche il regista Muhsin Eruğrul ha lavorato nello studio cinematografico di Odessa, girando il film "Spartak" del 1926.
Dopo il 1926, la maggior parte degli scrittori, giornalisti, drammaturghi, fotografi e decoratori ucraini furono coinvolti nei lavori.
Nel 1927 e nel 1928, diversi film ottennero un riconoscimento internazionale, come "Due giorni" del 1927 di Georgi Stabovoi, girato alla Yalta Film Factory e "Zvenigora" di Alexander Dovzhenko, realizzato presso la Odessa Film Factory.
Anche Vladimir Majakovskij si è recato due volte in Ucraina, nel 1922, e poi tra il 1926 e il 1928, per delle proiezioni.
Diversi film famosi sono stati realizzati tra il 1928 e il 1929, come "Uomo con una macchina da presa" di Dziga Vertov e "Arsenale" di Alexander Dovzhenko.

### Cinema d'animazione
Nel 1926, uno studio di animazione è stato aperto da Vyacheslav Levadovsky e Volodymyr Devyatnin con l'aiuto dei pittori Simka Huyetsky, Ipolit Lazarchuk e altri.

## Elenco dei film
Di seguito, alcuni dei più importanti film prodotti del VUFKU:
- 1926: La tragedia di Trypillia (in russo Трипольская трагедия?), diretto da Alexander Anoschenko-Anoda (film muto)
- 1926: Bacche dell'amore (in ucraino Ягідка кохання?), diretto da Alessandro Dovzhenko (film muto)
- 1926: Taras Shevchenko (in ucraino Тарас Шевченко?), diretto da Piotr Chardynin (film muto)
- 1927: La sacca diplomatica (in ucraino Сумка дипкур'єра?), diretto da Alessandro Dovzhenko (film muto)
- 1928: Arsenale (in ucraino Арсенал?), diretto da Alessandro Dovzhenko (film muto)
- 1928: Zvenyhora (in ucraino Звенигора?), diretto da Alessandro Dovzhenko (film muto)
- 1928: Pelle-uomo (in ucraino Шкурник?), diretto da Mykola Shpykovsky (film muto)
- 1929: Uomo con una macchina da presa (in ucraino Людина з кіноапаратом?), diretto da Dziga Vertov (film documentario)
- 1929: In primavera (in ucraino Навесні?), diretto da Mikhail Kaufman (film documentario)
- 1930: Terra (in ucraino Земля?), diretto da Alessandro Dovzhenko (film muto)

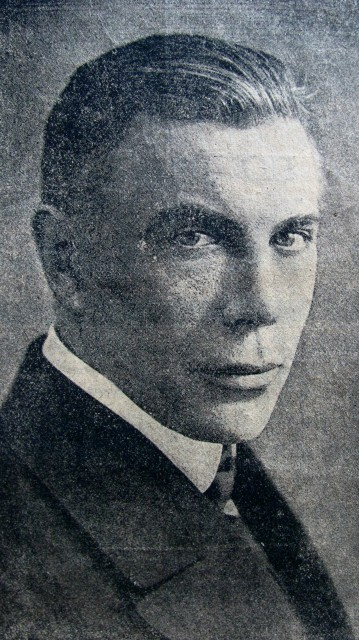
Piotr Chardynin
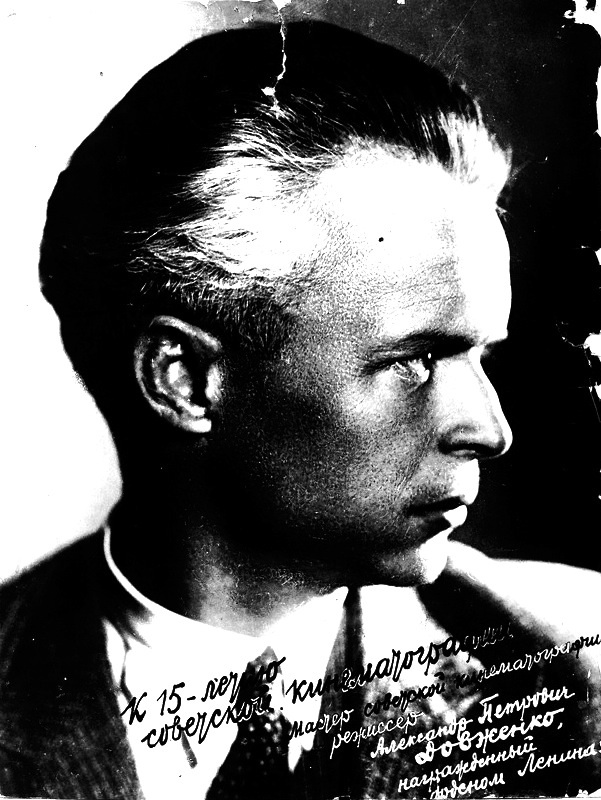
Alessandro Dovzhenko